# Fernando Rodríguez del Toro
Fernando Rodríguez del Toro e Ibarra (Caracas, 12 de julio de 1772 - Ibídem, 25 de diciembre de 1822), general de división del ejército libertador de Venezuela, firmante del Acta de Independencia de Venezuela, y electo como miembro del Segundo Triunvirato Ejecutivo de la Primera República. Era hermano de los próceres Francisco Rodríguez del Toro, mejor conocido en la historia  como el Marqués del Toro y de Juan Rodríguez del Toro.

## Período colonial
Desde temprana edad Fernando Rodríguez del Toro, o Fernando Toro como se firmaba, partirá a España a realizar estudios militares. Residirá durante largo tiempo en Madrid e ingresará a la Guardia Real, cuerpo de élite del ejército español encargado de la protección del Monarca. Será por tanto figura cercana a la Corte española. En 1808 cuando las tropas napoleónicas invaden a España combatirá contra los franceses bajo las órdenes de la Junta de Sevilla. Será herido en la batalla de Tarancón celebrada el día anterior a la batalla de Uclés y elevado al rango de Coronel por su valentía militar. En recompensa a sus servicios la Junta de Sevilla lo designará en 1809 como Inspector General (Comandante General) de las milicias acantonadas en Venezuela.

## Participación en la causa patriota
Su cercanía a la Corte española le había hecho presenciar de cerca la degeneración de esta y, desde hacía largo tiempo, creía en la necesidad de que Venezuela se separara de España cuando las circunstancias resultaran propicias. Su condición de Inspector General de milicias le permitió usar su cargo para propulsar el proceso separatista y en unión de su hermano el también Coronel Francisco Rodríguez del Toro será un factor motriz de este. Para el 1 de marzo de 1810, y contando con el apoyo de las tropas acantonadas en el Cuartel de la Misericordia, ambos hermanos en compañía de Simón Bolívar tenían planeado ejecutar un golpe militar en contra de las autoridades españolas. El complot, sin embargo, fue develado. Los hermanos Toro y Bolívar lograrán, no obstante, comprometer a las tropas acuarteladas en Aragua y Valencia. El objetivo perseguido era brindar su apoyo a la tentativa cívica que habría de efectuarse el 19 de abril en Caracas y, de acaso fracasar esta, ejecutar directamente un pronunciamiento militar. El éxito del 19 de abril de 1810 que motivo la renuncia del capitán general Vicente Emparan  dejó sin efecto la segunda opción.
La Junta Suprema de Caracas lo designará Gobernador Militar y Presidente de la Junta de Guerra de Venezuela, elevándolo al rango de brigadier (General de brigada). La ciudad de Caracas, por su parte, lo elige como diputado al Congreso de 1811, en cuyo seno habría de firmar el Acta de Independencia de Venezuela el 5 de julio de 1811. Fue conjuntamente con Juan Germán Roscio y Francisco Isnardi miembro de la delegación que presentó al Ejecutivo el Acta de la Independencia. El famoso cuadro de la firma del Acta de la Independencia pintado por Juan Lovera, quien fue testigo presencial del magno evento, presenta a Francisco de Miranda y a Fernando Toro, situados en los extremos, como las dos figuras centrales del mismo.
A los pocos días de declararse la Independencia, Valencia se sublevará contra la nueva República. Con su hermano Francisco como Comandante de las fuerzas patriotas y él como segundo al mando, se dará inicio a la Campaña de Valencia, destinada a derrotar a los secesionistas. Luego de algunos éxitos iniciales se hará evidente la insuficiencia de tropas para hacer frente a la seria resistencia encontrada. Francisco de Miranda será enviado con refuerzos y al mando de las operaciones. Entre el 21 de julio y el 12 de agosto, Valencia resistirá ferozmente las embestidas republicanas. Francisco Tosta García relata en estos términos los acontecimientos:

Este recio combate puede figurar sin duda entre los más sangrientos que se libraron en la lucha legendaria de nuestra emancipación…De esquina en esquina, de cuadra en cuadra, de trinchera en trinchera, con artillería, con repetidas cargas de nutrido fuego. Cerca de cuatro mil bajas, entre muertos y heridos, quedaron de ambas partes…siendo los héroes de esta primera victoria de la Patria el Coronel Simón Bolívar, que estaba todas horas en los sitios de mayor peligro, el General Fernando Toro, que salió herido gravemente y el Capitán Lorenzo Buroz que rindió la vida gallarda y abnegadamente.

Por su parte, Caracciolo Parra Pérez describe así la participación de Rodríguez del Toro y de Bolívar en las acciones de Valencia:

El general de brigada Fernando Rodríguez del Toro y el coronel Simón Bolívar lanzaron la infantería, la artillería y aún la caballería contra el barrio de los pardos y en particular contra el convento de San Francisco. Allí quedaron heridos muchos oficiales, entre ellos, Rodríguez de Toro, a quien mataron el caballo (...) El parte oficial al Ministro o Secretario de Estado para la Guerra y la Marina mencionaba como dignos de la gratitud nacional a los señores brigadier don Fernando Rodríguez del Toro y a los coroneles Simón Bolívar y Luis Santinelli.

Efectivamente Fernando Toro perdió una pierna, impactado por el fuego de cañón que mató a su caballo, mientras la otra le quedaría baldada para siempre. Nunca volvería a caminar y el dolor debilitante asociado a estas heridas se constituiría en una constante de su vida. El Congreso de la República lo ascenderá por sus servicios a General de división y, aunque ya inválido y aún convaleciente por sus heridas, lo designa junto a Francisco Espejo y a Francisco Javier Ustáriz, para integrar el Segundo Triunvirato Ejecutivo de la Primera República de Venezuela. Con la caída de esta última en 1812, Fernando Toro en unión de su hermano Francisco emigrará a Puerto España capital de la colonia inglesa de Trinidad.
En mayo de 1817 se instala en el Oriente de Venezuela el Congreso de Cariaco. En él, Santiago Mariño, Luis Brión y otro importante grupo de patriotas designará, a espaldas de Simón Bolívar, un poder ejecutivo tripartito cuyo primer miembro era Fernando Toro. Este último, asilado en Trinidad, era por completo ajeno a la maniobra. Bolívar desconoce a dicho Congreso pero se apresura a escribirle a Toro:

Querido Fernando: Uno que se llama gobierno te ha nombrado o por mejor decir te ha llamado para que vuelvas al poder Ejecutivo. Sea legítimo o no, yo aprovecho la medida y te llamo con más instancia que el tal gobierno. Añado que el Marqués también debe venir a ocupar el mando de mi corazón, ya que tu vienes a ocupar el de la Patria.

Toro, inválido y carcomido por los dolores resultantes de sus antiguas heridas, no podrá hacerse eco de los llamados que, desde bandos patriotas enfrentados, lo instaban a volver a ocupar un papel protagónico. Simón Bolívar no desistirá y en varias ocasiones escribirá a los hermanos Toro pidiéndoles que regresen. En carta dirigida a Fernando Peñalver desde Angostura, Bolívar le solicitaba que también él les escribiera insistiéndoles en su regreso: 

Es indispensable que Ud. les persuada que vengan a continuar sus servicios a la república, donde serán recibidos como ellos merecen y no deben temer rivalidades indignas que turben su retorno a la Patria.

 En carta escrita a los Toro también desde Guayana el 15 de diciembre de 1819, Bolívar les decía: 

Si aquí estuviera Fernando ahora me ayudaría extraordinariamente en muchas cosas que sólo él puede desempeñar.

 Pareciera evidente, sin embargo, que Bolívar subestimaba la minusvalía y la debilidad física que confrontaba Fernando Toro. Lo cierto es que éste apenas lograría conservar el hilo de vida necesario para regresar a la Patria recién liberada a morir en ella. El 25 de diciembre de 1822 Fernando Toro moría en Caracas. Sería el primer General de Venezuela en sufrir su bautismo de sangre en los campos de batalla, lo cual privó a las filas independentistas de quien hubiera podido ser una figura cimera dentro de ellas.

## Amistad con Bolívar
Los historiadores y el propio epistolario bolivariano presentan a Fernando Toro como el amigo más cercano de Simón Bolívar. Amistad que comienza en Caracas y se consolida en Madrid mientras Bolívar cortejaba y luego desposaba a la prima hermana de Fernando, María Teresa Rodríguez del Toro y Alayza. Luego de enviudar y presa de una terrible depresión Bolívar volvería a Madrid. Tan lamentable era el estado del futuro Libertador que Toro decide solicitar un permiso para ausentarse de su cargo en la Guardia Real acantonada en Madrid y acompañar a Bolívar a París. Juntos se instalarán en un apartamento de la Rue Vivienne. Según refería Rufino Blanco Fombona: "Simón Bolívar toma con su compatriota y amigo Don Fernando de Toro, oficial del Guardia Real, el camino de París. Ambos van a empaparse más y más en el espíritu de la Revolución, contra los intereses de España".  A lo largo de dos años serán inseparables y, en compañía del antiguo maestro de Bolívar Simón Rodríguez, emprenderán un largo viaje a pie a Italia. En Roma Rodríguez y Toro serán testigos del Juramento que hace Bolívar en el Monte Sacro de liberar a su Patria. Refiere Augusto Mijares en su obra “El Libertador” que, de entre todos los amigos que tendría Bolívar a lo largo de su vida, los dos que lo acompañaron en su histórico juramento habrían de ser por siempre los más cercanos a su afecto. En 1807 Toro se reincorpora a su cargo como capitán de la Guardia Real y Bolívar regresa a Venezuela.
A partir de su regreso a Venezuela en mayo de 1809, como inspector general de milicias, Toro y Simón Bolívar se vuelven de nuevo inseparables, tal como lo evidencia un célebre incidente ocurrido en agosto de 1809 en el que Bolívar en solidaridad con Toro se enfrentó a Francisco Antonio Rodríguez, yerno de Miguel José Sanz. Durante el proceso conspirativo que antecede a los sucesos del 19 de abril de 1810 ambos amigos aparecerán juntos en el complot del Cuartel de la Misericordia y en la preparación de un golpe militar con las fuerzas acuarteladas en Aragua y Valencia. Juntos participarán en la campaña de Valencia y Bolívar se encontrará al lado de Fernando Toro al momento en que este último resulta seriamente herido en dicha campaña. Separados de nuevo tras la caída de la Primera República de Venezuela, Bolívar le insistirá una y otra vez a Fernando para que regrese. A él escribirá algunas de las páginas más emotivas de su epistolario. Según señala el historiador venezolano Ramón Díaz Sánchez:

Presa de estas emociones revelatorias, el 23 de septiembre (de 1822), todavía en Cuenca, Bolívar toma la pluma y escribe a Fernando Rodríguez del Toro una de las cartas más conmovedoras y más significativas de cuantas hubiese escrito. ¿Por qué a Fernando Toro y no a otro cualquiera? Porque este hombre, ahora inutilizado y doliente, es el testigo más personal del impresionante proceso de sus sueños convertidos ya en realidad. 

 Al enterarse del regreso de los hermanos Toro a Caracas Simón Bolívar le escribe a Fernando desde Cuenca (Ecuador) el 23 de septiembre de 1822:

Mi querido Fernando: Recibí tu primera carta desde Caracas; ella destila la tristeza, que ha penetrado hasta el fondo de mi corazón. Primeramente tu salud destruida, y amenazando el fin de tus días. Nada puede serme más agudamente doloroso. Tu carrera paró en los campos de Valencia, y con ella todos los elementos de tu vida; fuiste el primogénito de la gloria de tu país, y has sobrevivido a ti mismo, por la mala suerte de tus heridas, eternamente lamentables; ellas han privado a tu patria de su mejor ciudadano; permite a la amistad esta expresión de sentimiento íntimo (...) Mi querido Fernando, mucho siento no volar a estrecharte en mis brazos y a participar de tus dolores, a disminuirlos, y consolarte en cuanto estuviera de mi parte; pero ya tu sabes que el hombre social es un monstruo de la naturaleza, que no escucha sus gritos y no obedece sino al fantasma del deber.

Sintiendo acercarse la muerte, Fernando Toro escribe a Simón Bolívar el 26 de octubre de 1822: 

Vente pronto Simón mío, pues no quisiera morirme sin abrazarte.

 Al enterarse de la muerte de éste, cuando aún conservaba la ilusión de reencontrarlo en Caracas, Bolívar queda devastado. El 29 de mayo de 1823 escribe desde Arequipa a su sobrino Anacleto Clemente Bolívar:

He sabido, con infinito dolor, de la muerte de mi primer amigo, de Fernando. Dile al Marqués y a toda su familia que hoy he sabido esta infausta noticia, y que así no tengo valor para escribirles; que el próximo correo estaré más sereno y podré hacerlo. La muerte de este hombre es la continuación de nuestras desgracias.

Algún tiempo después escribe al Marqués del Toro:

Mi querido Marqués: Es una fortuna para entre ambos el que hayan pasado muchos días entre la muerte del pobre Fernando y éste en que escribo y Vd. recibe mi carta. Ni Vd. ni yo podríamos tolerar el dolor que nos causaría una muerte tan lamentable. Yo he perdido mi primero y mejor amigo, Vd. ha perdido un hermano como Fernando. ¡Como Fernando el mejor de los hombres! (...) Yo no dudo que el desgraciado Fernando haya sido destruido más por la tristeza que por la muerte. Era imposible, por su caracter, que sobreviviese más tiempo a tanta humillación, tantas miserias y a tristezas infinitas. Mucho ha sufrido, pero lleva el consuelo de haber dejado a su Patria y a su amigo triunfantes.

## Sus restos
Por Decreto del 11 de febrero de 1876 el presidente Antonio Guzmán Blanco ordenó el traslado de sus restos al Panteón Nacional, sin embargo estos nunca pudieron ser localizados. Así las cosas, sus cenizas no pudieron reposar junto a la de varios otros miembros de su familia que se encuentran en el Panteón Nacional, entre estas las de su hermano Francisco Rodríguez del Toro y las de sus sobrinos Diego Ibarra, Andrés Ibarra y Fermín Toro.

## Honores

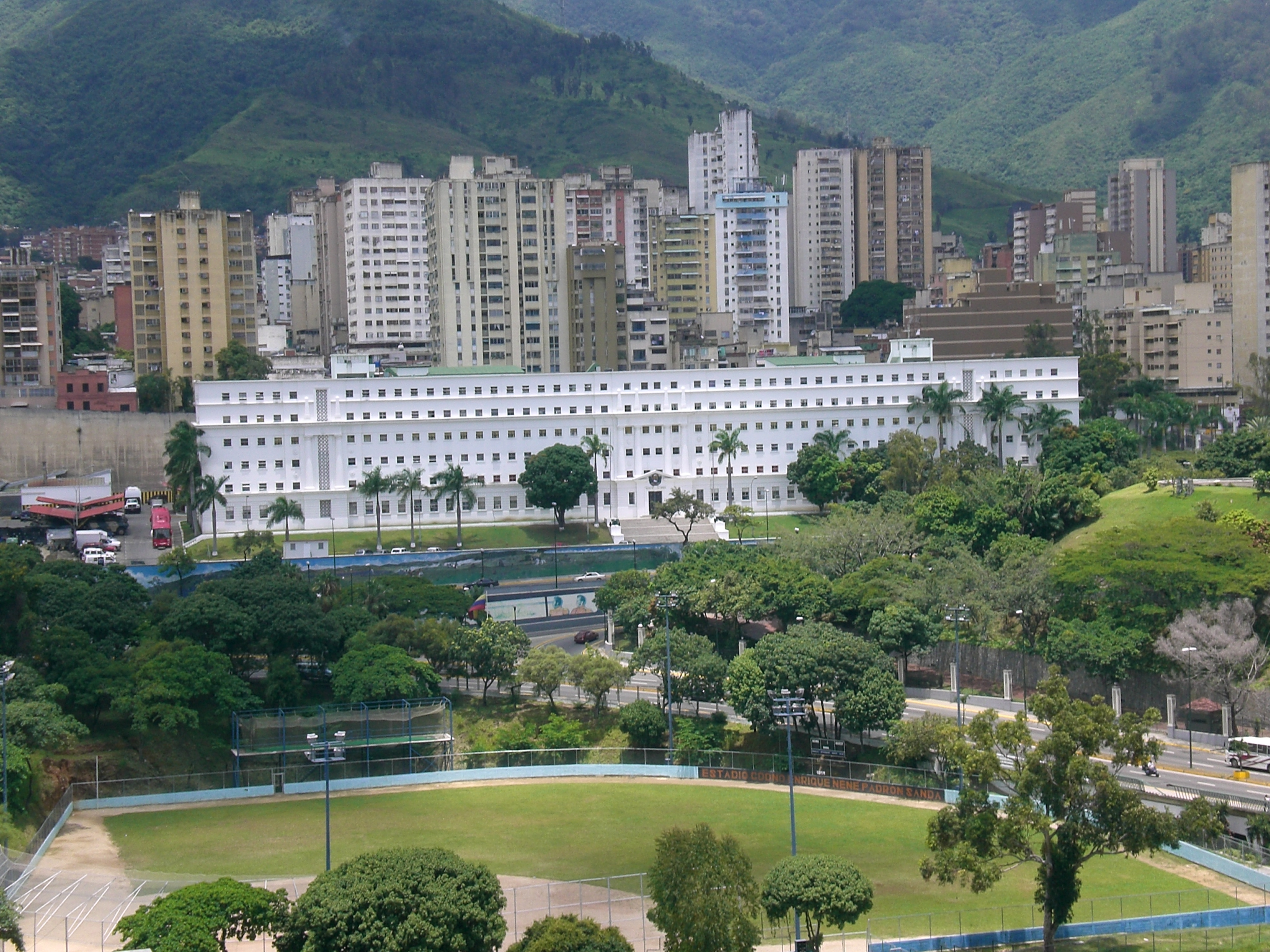
Cuartel General de División Fernando Rodríguez del Toro.

El Cuartel General de División Fernando Rodríguez del Toro, adyacente al Palacio de Miraflores de Caracas, alberga a la Guardia de Honor Presidencial: 
Su nombre se encuentra inscrito en el Monumento de los Próceres en el Paseo del mismo nombre en la ciudad de Caracas.
De igual manera la promoción graduada en el año 2003 en la Academia Militar de Venezuela lleva su nombre. Cabe destacar que la misma es la promoción que cuenta con la mayor cantidad de graduados del alma mater del ejército venezolano. 
El Liceo Fernando Toro, en Maiquetía, también honra su memoria.  